# Antas do Paço
Die Antas do Paço 1 + 2 (auch Antas Grandes do Paço 1 + 2 genannt) sind zwei, 75 m voneinander entfernte, beiderseits eines Baches an einer unbefestigten Straße liegende Megalithanlagen, nordwestlich von São Geraldo bei Montemor-o-Novo im Distrikt Évora in Portugal. Anta oder Dolmen ist die portugiesische Bezeichnung für etwa 5000 Megalithanlagen, die während des Neolithikums im Westen der Iberischen Halbinsel von den Nachfolgern der Cardial- oder Impressokultur errichtet wurden.
Sowohl in ihrer Größe als auch in ihrer Struktur, mit großen Kammern und monumentalen Korridoren ähneln sich die Antas. Ihre Struktur ist intakt und die Abdeckung und der Gang, der in den Hügel eingebettet ist, sind erhalten. Sie wurden 1931 von Manuel Heleno ausgegraben. Sie sind seit 1936 als nationales Monument klassifiziert und wurden. bis vor kurzem als Wohnungen genutzt.
Die Ausgrabungen haben einen erstklassigen Bestattungsnachlass ergeben, der aus Báculos, gravierten Schieferplattenidolen, Perlen, Keramik und anderen Gegenständen im Zusammenhang mit Bestattungen besteht. Die Sammlung befindet sich noch heute im Museu Nacional de Arqueologia. 
In der Nähe liegen die Comenda da Igreja und die Anta do Estanque.